# A, B, C... Manhattan
A, B, C... Manhattan er en amerikansk dramafilm fra 1997 instrueret af Amir Naderi

## Medvirkende
- Lucy Knight – Colleen
- Erin Norris – Kacey
- Sara Paul – Kate
- Maisy Hughes – Stella
- Nikolai Voloshuk – Stevie
- Merritt Nelson – Janet
- Arnie Charnik – Louis
- Stella Rose – Roz
- Ezra Buzzington – Zach

## Eksterne Henvisninger
- A, B, C... Manhattan på Internet Movie Database (engelsk)
- A, B, C... Manhattan på AlloCiné (fransk)
- A, B, C... Manhattan på MovieMeter (nederlandsk)
- A, B, C... Manhattan på AllMovie (engelsk)
- A, B, C... Manhattan på The Movie Database (engelsk)
- A, B, C... Manhattan på Filmaffinity (engelsk)